# 埼玉縣信用金庫

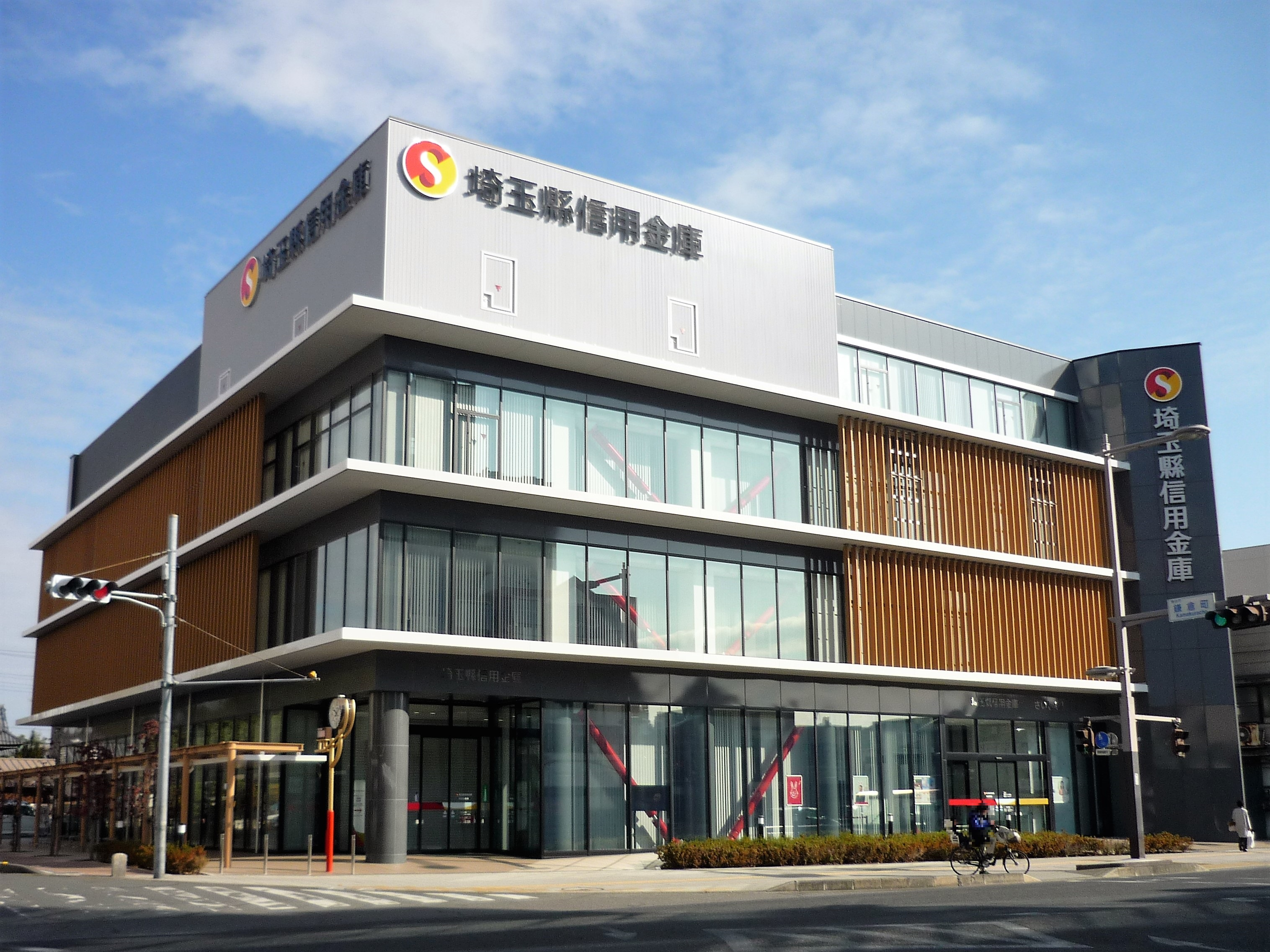
埼玉縣信用金庫 本店営業部（建て替え後）

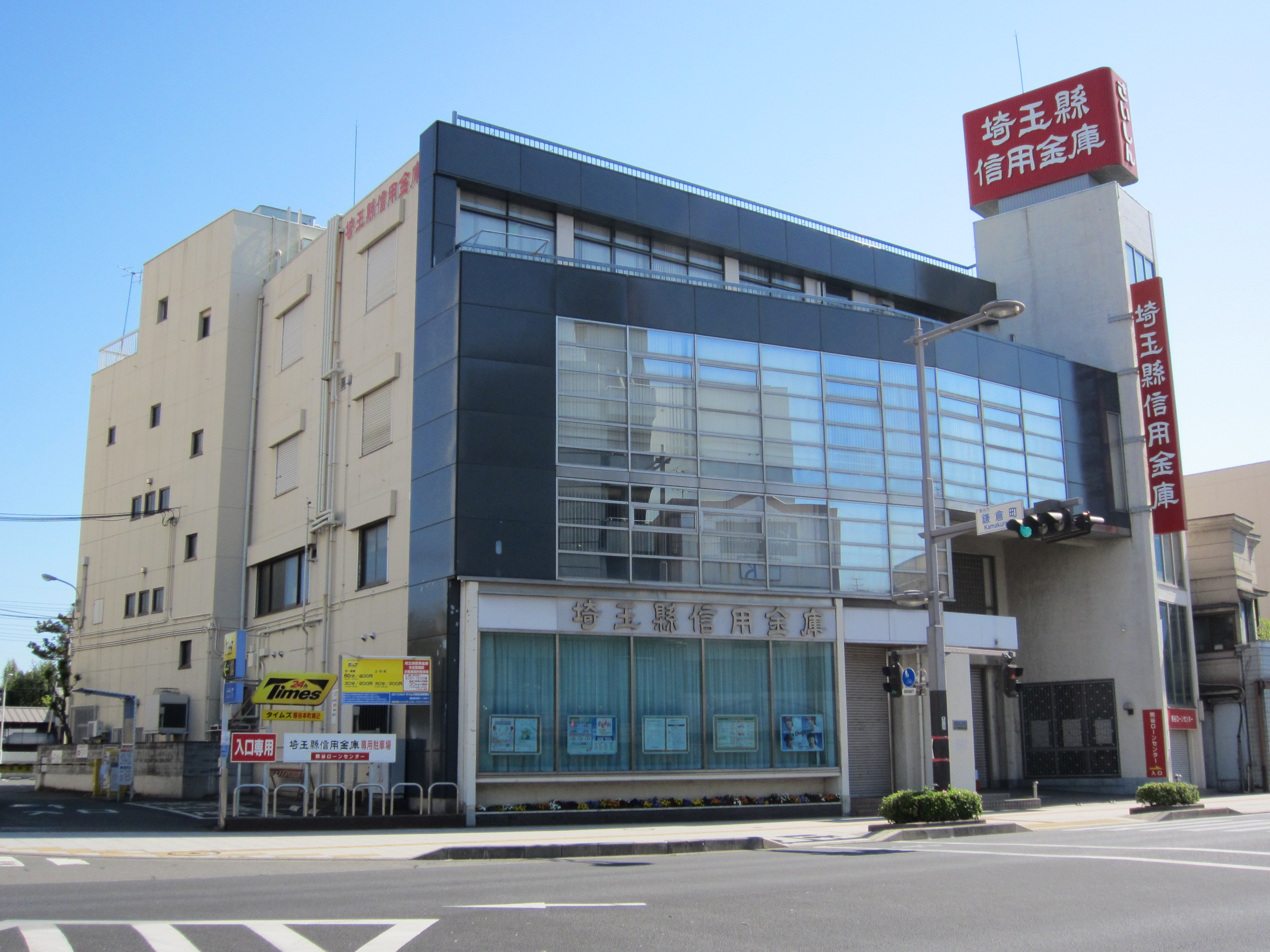
埼玉縣信用金庫 本店（建て替え前）

埼玉縣信用金庫（さいたまけんしんようきんこ、英語：The Saitamaken Shinkin Bank）は、埼玉県熊谷市に本店を置く大手信用金庫である。略称は、「さいしん」。営業本部をさいたま市浦和区に置く。

## 概要
正式な表記は旧字体の「埼玉縣信用金庫」であるが、俗に新字体で「埼玉県信用金庫」とも表記される。
本部・本店所在地は埼玉県北部の熊谷市であるが、2016年に県庁所在地さいたま市浦和区内に「浦和常盤ビル」を取得し、一部本部機能（業務センター）を移転した。その後2024年には営業統括本部、融資部および一般社団法人さいしんコラボ産学官も移転し、さいたま営業本部として2拠点体制を敷いている。
営業地域は、埼玉県全域と東京都・千葉県・茨城県・群馬県の一部地域である。
店舗数は埼玉りそな銀行より少ないものの、武蔵野銀行よりやや多く、県内に本店を置く第二地方銀行が存在しないこともあって大手の金融機関であり、県の指定代理金融機関でもある。また、経営破綻した旧小川信用金庫の営業を2001年（平成13年）に譲り受けて以来、県西部地域にも営業エリアを広げ、比企郡小川町・嵐山町の指定金融機関でもある。
1994年（平成6年）頃から浦和レッドダイヤモンズデザインの通帳とキャッシュカードを発行している。ATMは、しんきんATMゼロネットサービスには加盟しているが、埼玉県内の他信金と異なり入金ネットには未加盟である。また、当庫はセブン銀行ATMやビューアルッテATM（JR東日本の主要駅等に設置）と提携しており、キャッシュカードによる出金が利用できる（利用手数料108円 + 時間外手数料が発生）。
宣伝活動は埼玉新聞紙面広告とテレビ埼玉でのテレビCMのみであり、埼玉りそな銀行や武蔵野銀行がそれらに加えて行っているNACK5でのラジオCMは実施していない。また、並行してテレビ埼玉で2009年（平成21年）頃から放送されている全国信用金庫協会の石川遼が出演するテレビCMに限り、連名で当庫のロゴがキャプションされている。

## 沿革
- 1947年（昭和22年） - 旧熊谷・浦和・大宮・川越・秩父・本庄・行田・羽生・加須信用組合により埼玉縣信用組合を設立し、市街地信用組合法により認可される。
- 1948年（昭和23年） - 上記組合より事業譲渡を受け、事業開始。
- 1950年（昭和25年） - 中小企業等協同組合法による信用組合に改組される。
- 1951年（昭和26年） - 信用金庫法に基づき、埼玉縣信用金庫となる。
- 1975年（昭和50年）7月 - オンラインシステムに移行する。
- 1978年（昭和53年） - 現金自動支払機を設置する。
- 2001年（平成13年）1月9日 - 経営破綻した小川信用金庫の事業の全部を譲り受ける。
- 2003年（平成15年）10月 - 国民生活金融公庫と業務提携（新規開業支援）。
- 2004年（平成16年）6月 - 中小企業金融公庫との業務提携。
- 2016年（平成28年） - さいたま市浦和区常盤のビルを取得し、浦和常盤ビルとして運用開始。組織としては業務センターを置く。
- 2018年（平成30年）
  - 5月7日 - 本店営業部の建て替え完了。「さいしん熊谷本町ビル」として、営業部・ローンセンターに加え、貸会議室・ホールを有する[3]。
  - 12月21日 - 首都圏中央連絡自動車道（圏央道）沿線に店舗を構える、多摩、千葉、水戸、平塚の各信金と共に、融資先企業の取引仲介などで連携する協定を締結[4]。
- 2024年（令和6年） - 本部と浦和常盤ビルの間で、機能入れ替えを実施。浦和常盤ビル業務センターの全機能を本部に戻す（9月）。本部からは融資部（7月）、営業統括本部および一般社団法人さいしんコラボ産学官（11月）を浦和常盤ビルに移転。これに伴い、浦和常盤ビルの組織名称は、さいたま営業本部とする[5]。

## 主要な事業所
以下、本部2施設と本店は、いずれも独立して立地しているが、いずれも国道17号沿いにある。
- 本部
  - 熊谷本部：埼玉県熊谷市久下4丁目141番地（熊谷東支店併設）
  - さいたま営業本部（浦和常盤ビル）：埼玉県さいたま市浦和区常盤5丁目15-15
- 本店営業部:埼玉県熊谷市本町1丁目130-1 さいしん熊谷本町ビル（上之支店併設）

## 店舗・店舗外ATM
2024年6月現在、店舗・ATMは全て埼玉県内に立地しており、店舗数は本支店あわせて96店舗で、うち20店舗は2017年以降店舗内店舗方式によって統合されており、中には同一地に3店舗所在扱いするところも出てきている（2015年までは廃止統合されていた）。

### 店舗内店舗一覧
越谷平方支店：大袋支店内に移転
原市支店：上尾支店内に移転
高坂支店・森林公園支店：東松山支店内に移転
鴻巣西口支店・吹上支店：鴻巣支店内に移転
宮代支店：杉戸支店内に移転
花崎支店・騎西支店：加須支店内に移転
籠原南支店：籠原支店内に移転
川越南支店：川越支店内に移転
桶川西口支店：桶川支店内に移転
北本西口支店：北本支店内に移転
上之支店：本店営業部内に移転
長瀬支店・越生支店：毛呂山支店内に移転
浦和東支店：浦和支店内に移転
七里支店・東大宮支店：大和田支店内に移転
東岩槻支店：岩槻支店内に移転

## 関連会社
- 埼信ビジネスサービス株式会社
- 埼信リース株式会社